# Yevsey Gindes
Yevsey Yakovlevich Gindes (en azerí: Yevsey Yakovleviç Gindes, en ruso: Евсей Яковлевич Гиндес; 17 de octubre de 1872– 5 de septiembre de 1954), fue un estadista y pediatra azerbaiyano de origen judío. Fue ministro de Salud de la República Democrática de Azerbaiyán y fue miembro del Consejo Nacional de Azerbaiyán y más tarde del Parlamento de Azerbaiyán. Gindes es considerado el fundador de la pediatría moderna en Azerbaiyán.

## Primeros años
Yevsey Gindes nació el 17 de octubre de 1872 en Kiev, Ucrania. Se graduó en el Departamento de Medicina de la Universidad Estatal de Kiev en 1897 e inmediatamente comenzó a trabajar en la clínica Chernov. Aquí fue director de la división de infecciones infantiles durante ocho años. También realizó investigaciones en el Instituto de Bacteriología de Kiev y publicó siete trabajos científicos sobre pediatría.
En 1905, después de la competición del Congreso de trabajadores del petróleo de Bakú, fue seleccionado como finalista para presidir el Hospital de la fábrica del Cáucaso en Bakú. Más tarde, el hospital que dirigió se transformó en el Hospital de la Ciudad Negra de Bakú . En 1907, estableció la primera guardería y guardería de Bakú para familias de bajos ingresos, estableció la rama de Azerbaiyán de la Unión de Rusia para la Lucha contra la Tuberculosis, la Asociación de Protección Infantil, etc. Fue expulsado en 1913. Supuestamente, esto fue porque no cobraba a la gente por su servicio. El mismo año, fundó la Asociación de Pediatras de Bakú. Gindes ocupó la presidencia hasta que se convirtió en una rama de la Universidad de Bakú.

## Carrera política
Con el establecimiento de la República Democrática de Azerbaiyán el 28 de mayo de 1918, Gindes jugó un papel en la formación del sector sanitario del país y el 26 de diciembre de 1918 fue nombrado ministro de Salud y Seguridad Social de la República Democrática de Azerbaiyán en la tercera gabinete liderada por Fətəli xan Xoyski . Estableció un hospital infantil en Bayıl a principios de 1918 y gestionó el hospital hasta 1922. El mismo año, fue nombrado director de un nuevo hospital llamado Shamakhinka en el norte de Bakú. Fue ahí donde llevó a cabo las reformas administrativas y transformó el hospital en Instituto de Pediatría y posteriormente Instituto de Obstetricia y Puericultura.